# Маеда Хідекі
Маеда Хідекі (яп. 前田 秀樹, нар. 13 травня 1954, Кіото —) — японський футболіст, що грав на позиції півзахисника.

## Клубна кар'єра
Грав за команду Фурукава Електрік.

## Виступи за збірну
Дебютував 1975 року в офіційних матчах у складі національної збірної Японії. У формі головної команди країни зіграв 65 матчів.

## Статистика
Статистика виступів у національній збірній.
| Збірна Японії | Збірна Японії | Збірна Японії |
| Роки          | Ігри          | голи          |
| ------------- | ------------- | ------------- |
| 1975          | 5             | 1             |
| 1976          | 6             | 1             |
| 1977          | 3             | 0             |
| 1978          | 7             | 1             |
| 1979          | 9             | 3             |
| 1980          | 11            | 3             |
| 1981          | 11            | 0             |
| 1982          | 3             | 0             |
| 1983          | 7             | 2             |
| 1984          | 3             | 0             |
| Усього        | 65            | 11            |